# کهوره
کهوره (به انگلیسی: Khoora) یک روستا در پاکستان است که در ناحیه خوشاب واقع شده‌است.